# Dynastes
A Dynastes a bogarak (Coleoptera) rendjébe, a ganajtúrófélék (Scarabaeidae) családjába, az  óriásbogárformák (Dynastinae) alcsaládjába tartozó bogárnem. Egyes fajai a leghosszabb testű bogarak közé tartoznak, noha testtömegben vannak náluk nagyobbak is. A genusz a görög mitológia egyik alakjáról kapta a nevét: Dünasztész Theszpiosz unokája, Héraklész és Erató fia volt.

## Megjelenésük
Az ide tartozó fajokat az alábbi közös tulajdonságok jellemzik:
- A rágók kétfogúak.
- A fejpajzs keskenyen kicsípett vagy kissé kétfogú.
- A hímek fején és előtorán 1–1 nagy szarv áll előre. Az előtor szarvát alul sűrű, barnás szőrzet szegélyezi.
- A nőstények szarvatlanok, fejükön középen egy bütyköt viselnek.

Mind a hímeket, mind a nőstényeket viszonylag könnyű meghatározni.

## Elterjedésük
Az ide tartozó 8 faj közül 2 az Amerikai Egyesült Államok lakója, 6 faj Közép-Amerika és Dél-Amerika területén honos, dél felé Bolíviáig. A fajok a következők:
- Dynastes granti (Horn, 1870): Amerikai Egyesült Államok délnyugati része: Arizona, Új-Mexikó, Utah; Mexikó: Chihuahua.
- Herkulesbogár, Dynastes hercules (Linnaeus, 1758): Közép-Amerika, Dél-Amerika,  Kis-Antillák. Hím: 80–170 mm; nőstény: 50–120 mm
- Dynastes hyllus (Chevrolat, 1843): Mexikó, Belize, Salvador, Honduras, Guatemala, Nicaragua. Hím: 35–70 mm; nőstény: 30–45 mm
- Dynastes maya (Hardy, 2003): Mexikó, Guatemala, Honduras. Hím: 50–90 mm; nőstény: 40–50 mm
- Dynastes miyashitai (Yamaya, 2004): Mexikó. Hím: 50–90 mm; nőstény: 40–50 mm. Faji önállósága kétséges.[1]
- Dynastes neptunus (Quensel in Schönherr, 1805): Kolumbia, Ecuador, Peru, Venezuela.
- Dynastes satanas (Moser, 1909): Bolívia. Hím: 50–115 mm; nőstény: 30–55 mm
- Dynastes tityus,  Unicorn beetle (Linnaeus, 1763): Amerikai Egyesült Államok keleti és délkeleti része: Arkansas, Alabama, Delaware, Florida, Georgia, Illinois, Indiana, Kentucky, Louisiana, Maryland, Mississippi, Missouri, New Jersey, New York, Észak-Karolina, Ohio, Oklahoma, Pennsylvania, Dél-Karolina, Tennessee, Texas, Virginia.

## Képek

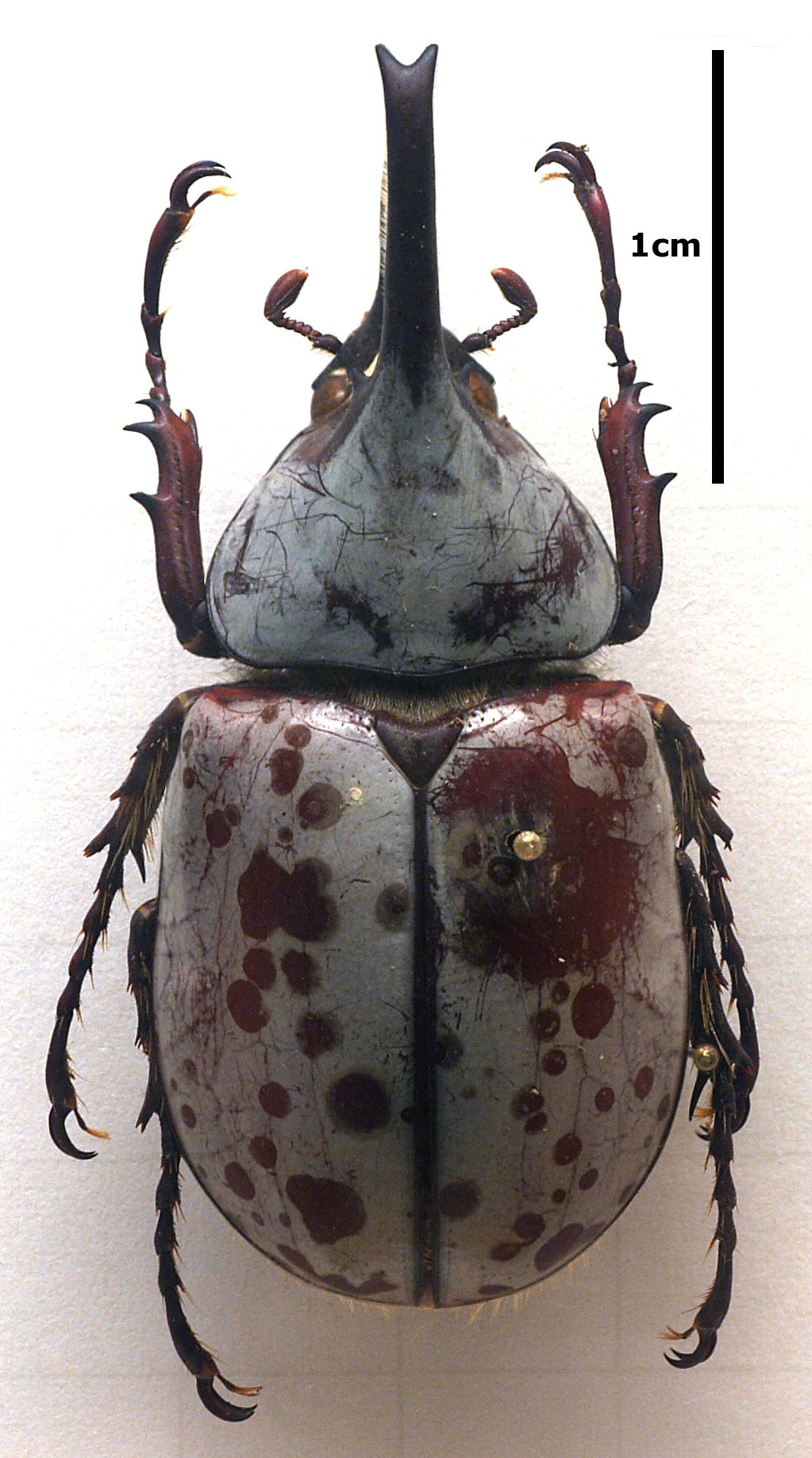
Dynastes granti
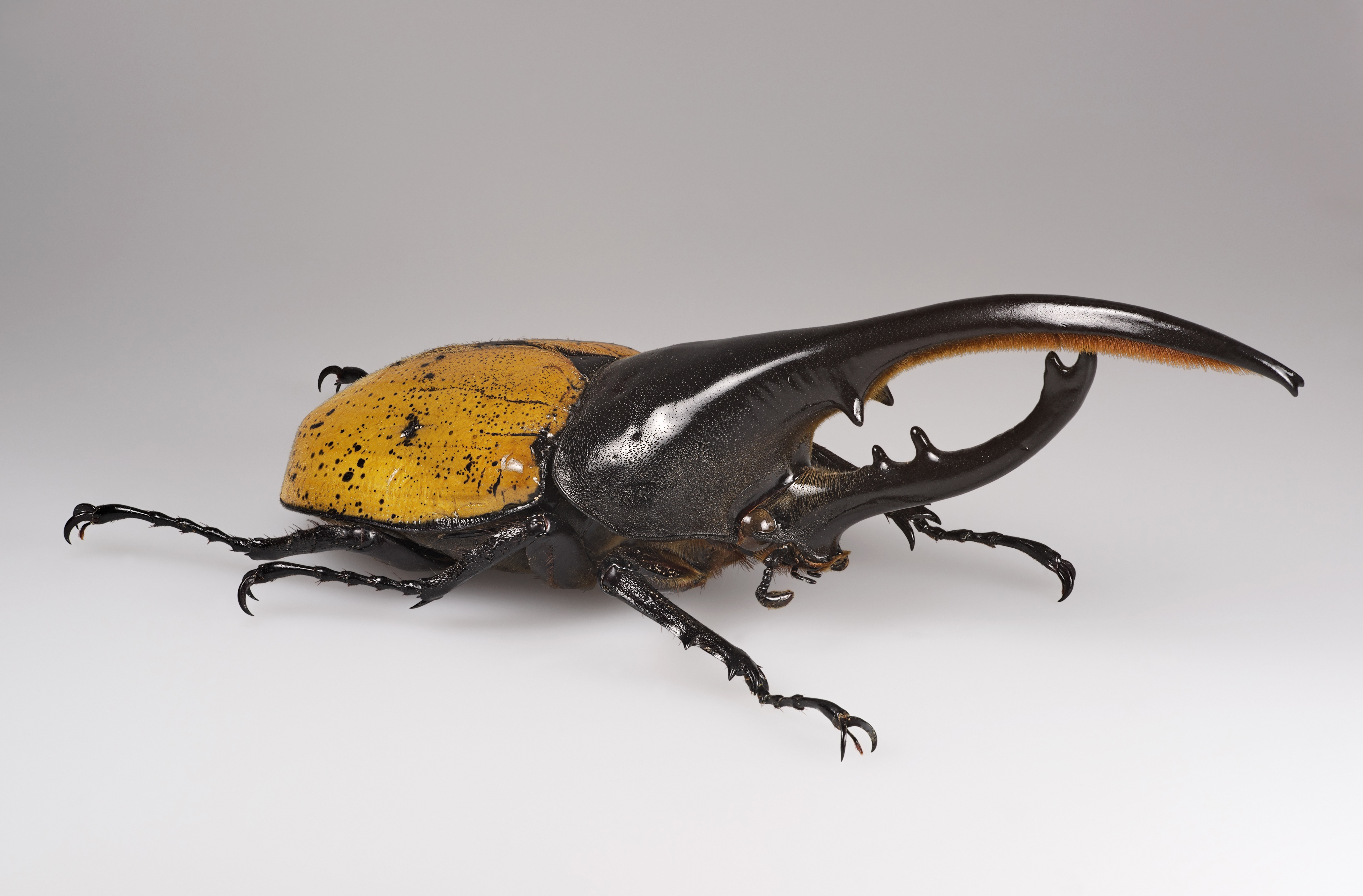
Herkulesbogár (Dynastes hercules)
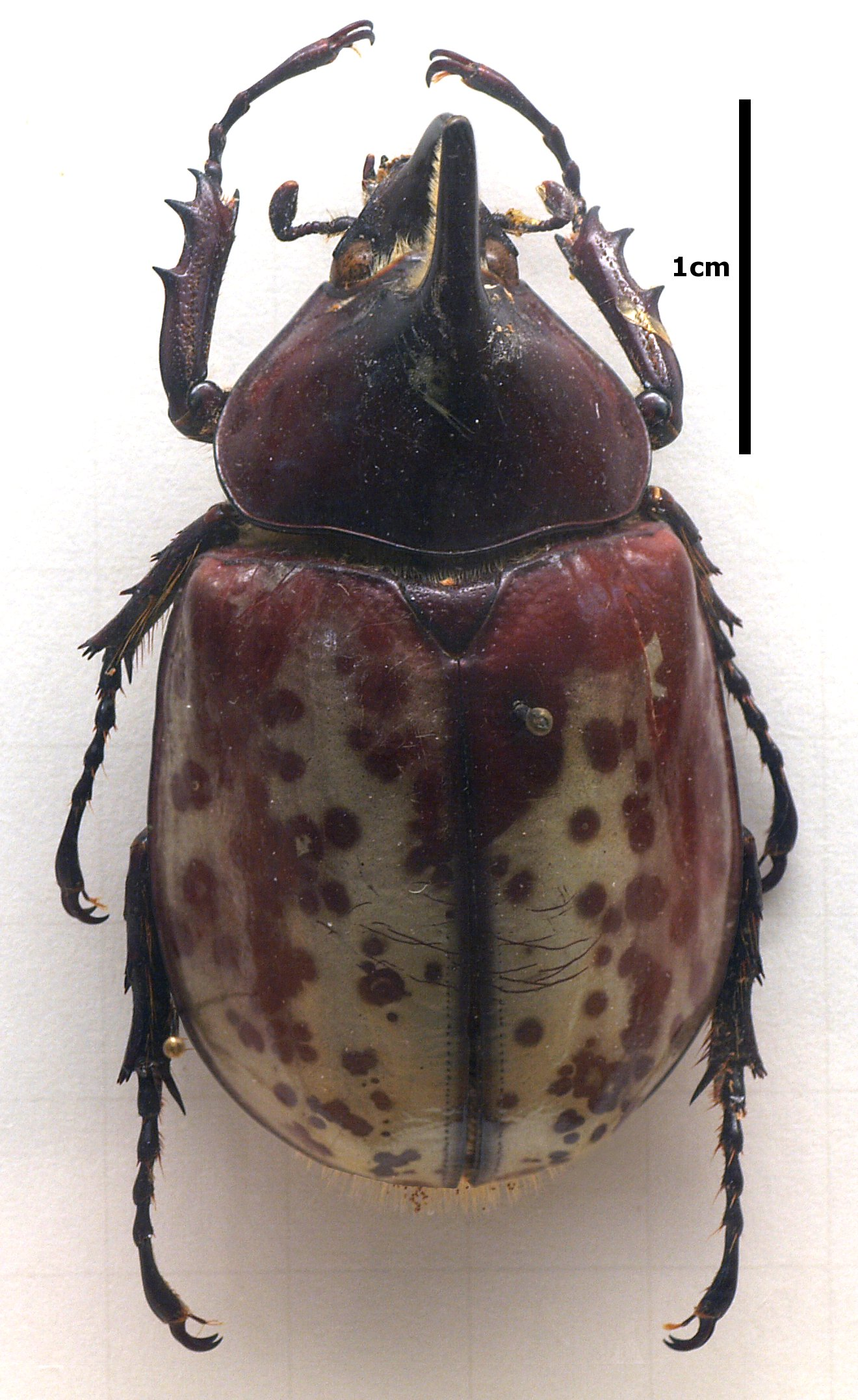
Dynastes hyllus
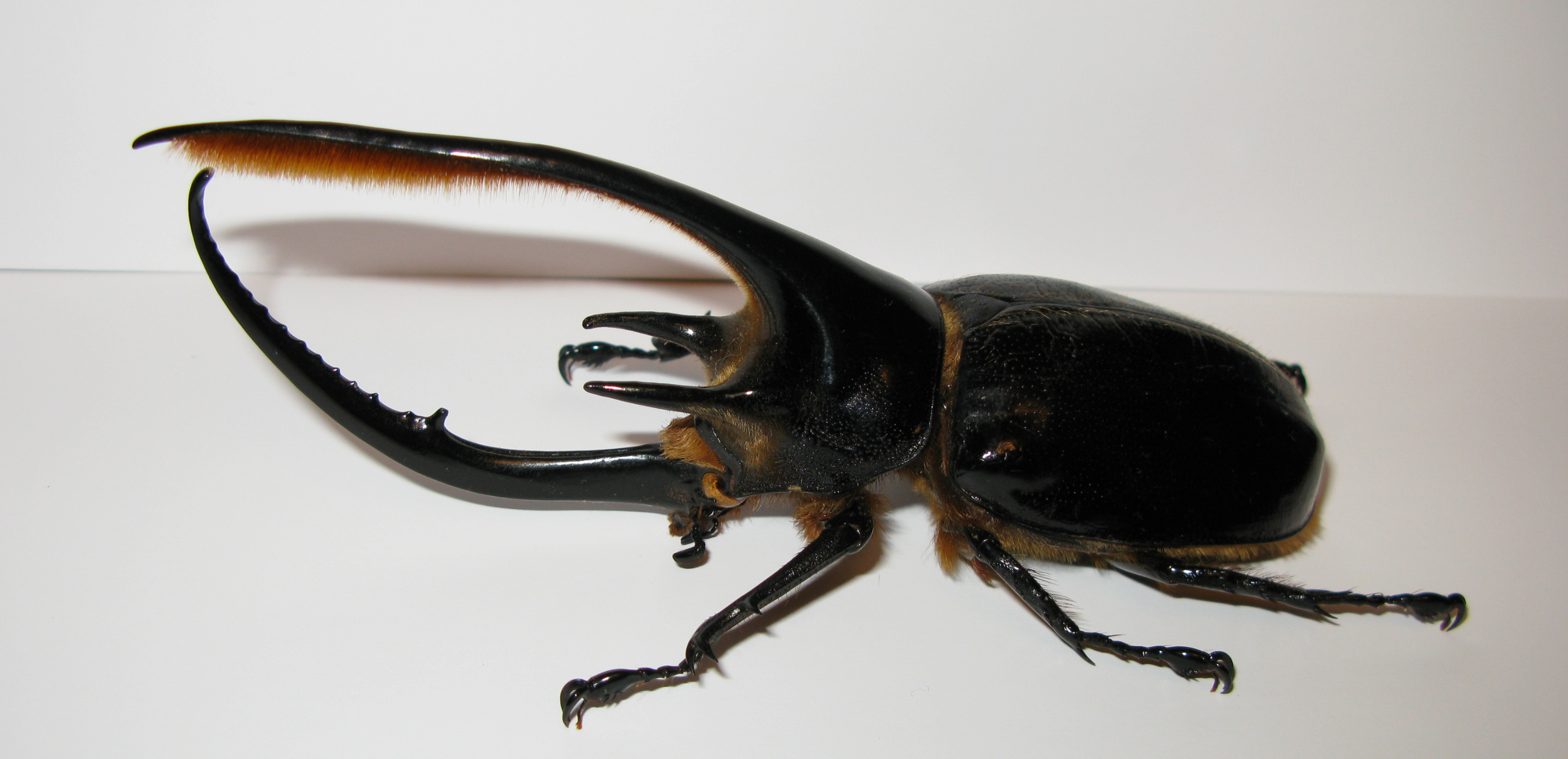
Dynastes neptunus
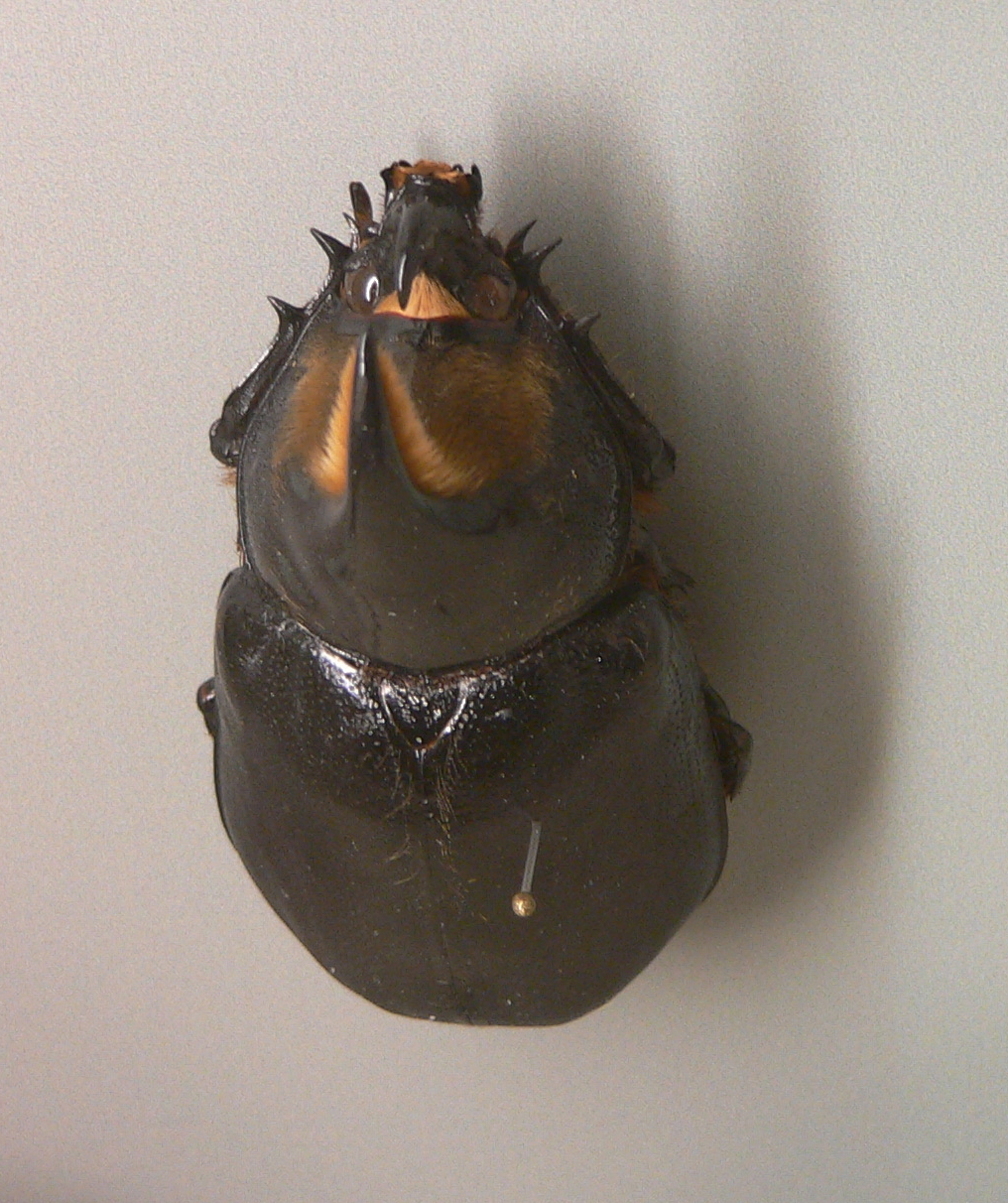
Dynastes satanas
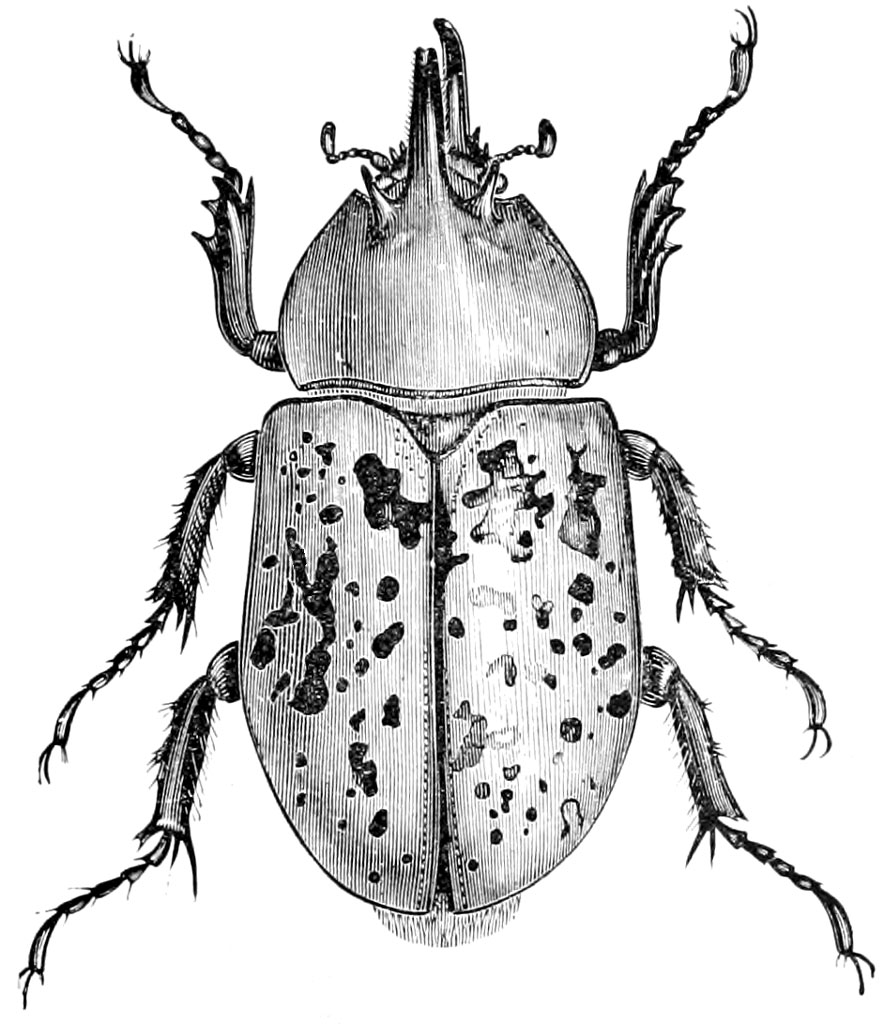
Dynastes tityus